# Veni Vidi Vicious
Veni Vidi Vicious es el título del segundo álbum de estudio de la banda de garage rock sueca The Hives. Fue lanzado el 10 de abril de 2000 a través de Burning Heart Records y distribuido a través de Warner Music Group. La versión japonesa incluye mucho contenido extra.
El nombre del álbum es un juego de palabras, referente a la frase que utilizó el emperador romano Julio César cuando conquistó Asia Menor: "Veni, vidi, vici" (en español "Vine, ví, vencí").

## Lista de canciones
Todas las canciones escritas y compuestas por Randy Fitzsimmons, excepto Find Another Girl, de Jerry Butler y Curtis Mayfield. 
| N.º   | Título                                | Duración |  |
| 1.    | «Declare Guerre Nucleaire»            | 1:35     |  |
| 2.    | «Die, All Right!»                     | 2:46     |  |
| 3.    | «A Get Together to Tear It Apart»     | 1:52     |  |
| 4.    | «Main Offender»                       | 2:33     |  |
| 5.    | «Outsmarted»                          | 2:22     |  |
| 6.    | «Hate to Say I Told You So»           | 3:22     |  |
| 7.    | «Introduce the Metric System in Time» | 2:06     |  |
| 8.    | «Find Another Girl»                   | 3:12     |  |
| 9.    | «Statecontrol»                        | 1:54     |  |
| 10.   | «Inspection Wise 1999»                | 1:37     |  |
| 11.   | «Knock Knock»                         | 2:10     |  |
| 12.   | «Supply and Demand»                   | 2:26     |  |
| 27:55 |                                       |          |  |

## Personal
- Howlin' Pelle Almqvist – vocales
- Vigilante Carlstroem – guitarra
- Nicholaus Arson – guitarra, coros
- Dr. Matt Destruction – bajo
- Chris Dangerous – batería

## Recepción
«Veni Vidi Vicious» ocupó el puesto número 91 en la lista de la revista Rolling Stone de los 100 mejores álbumes de la década. Posteriormente, "Hate to Say I Told You So" ocupó el puesto número 244 en la lista de Pitchfork de las 500 mejores canciones de la década.